# Sweeping
Sweeping – technika gitarowa polegająca na jednostronnym kostkowaniu sąsiadujących ze sobą strun (np. uderzamy kostką z góry strunę E6 i A5 lub z dołu H2, G3 i D4), umożliwia to gitarzyście szybszą grę.

## Historia
Technika ta została po raz pierwszy wykorzystana i rozwinięta przez gitarzystów jazzowych Les Paula, Cheta Atkinsa, Tala Farlowa i Barneya Kessela w latach 50., a także gitarzystów rockowych Jana Akkermana, Ritchiego Blackmore’a i Steve’a Hacketta w latach 70. W latach 80. sweep picking stał się powszechnie znany z zastosowania przez gitarzystów shred, w tym Yngwie Malmsteen, Jason Becker, Tony MacAlpine i Marty Friedman. Gitarzysta jazz fusion Frank Gambale wydał kilka książek i filmów instruktażowych na temat tej techniki, z których najbardziej znaną jest Monster Licks & Speed Picking z 1988 r.